# Krokidolit
Krokidolit – minerał z grupy amfiboli. Występuje w skałach metamorficznych.
Nazwa pochodzi od gr. krokys = włókno wełny (nitka) i lithos = kamień (skała), nawiązuje do wyglądu tego minerału.

## Charakterystyka

### Właściwości
Jest to odmiana ribeckitu, charakteryzująca się włoskowym wykształceniem kryształów i mogąca przybierać różne zabarwienie (ciemnoniebieskie, zielonawe, żółtawe, złocistoczerwone).
Krokidolit jest minerałem rzadkim. Tworzy skupienia zbite, równolegle włókniste lub luźne, długie włókna podatne na tkanie (azbest krokidolitowy).

### Występowanie
Często występuje w postaci wrostków w kwarcu wywołując efekt optyczny: tygrysiego, bawolego, sokolego bądź efekt kociego oka.
Miejsca występowania: RPA – nad rzeką Oranje, Sokotra, Madagaskar, Kanada, Zambia, Grenlandia, Rosja, Australia, Francja.

### Zastosowanie
- Stanowi poszukiwany i ceniony[przez kogo?] kamień kolekcjonerski i ozdobny.
- Azbest krokidolitowy był stosowany jako materiał budowlany, tkacki, izolacyjny, ogniotrwały.